# Węzeł refowy

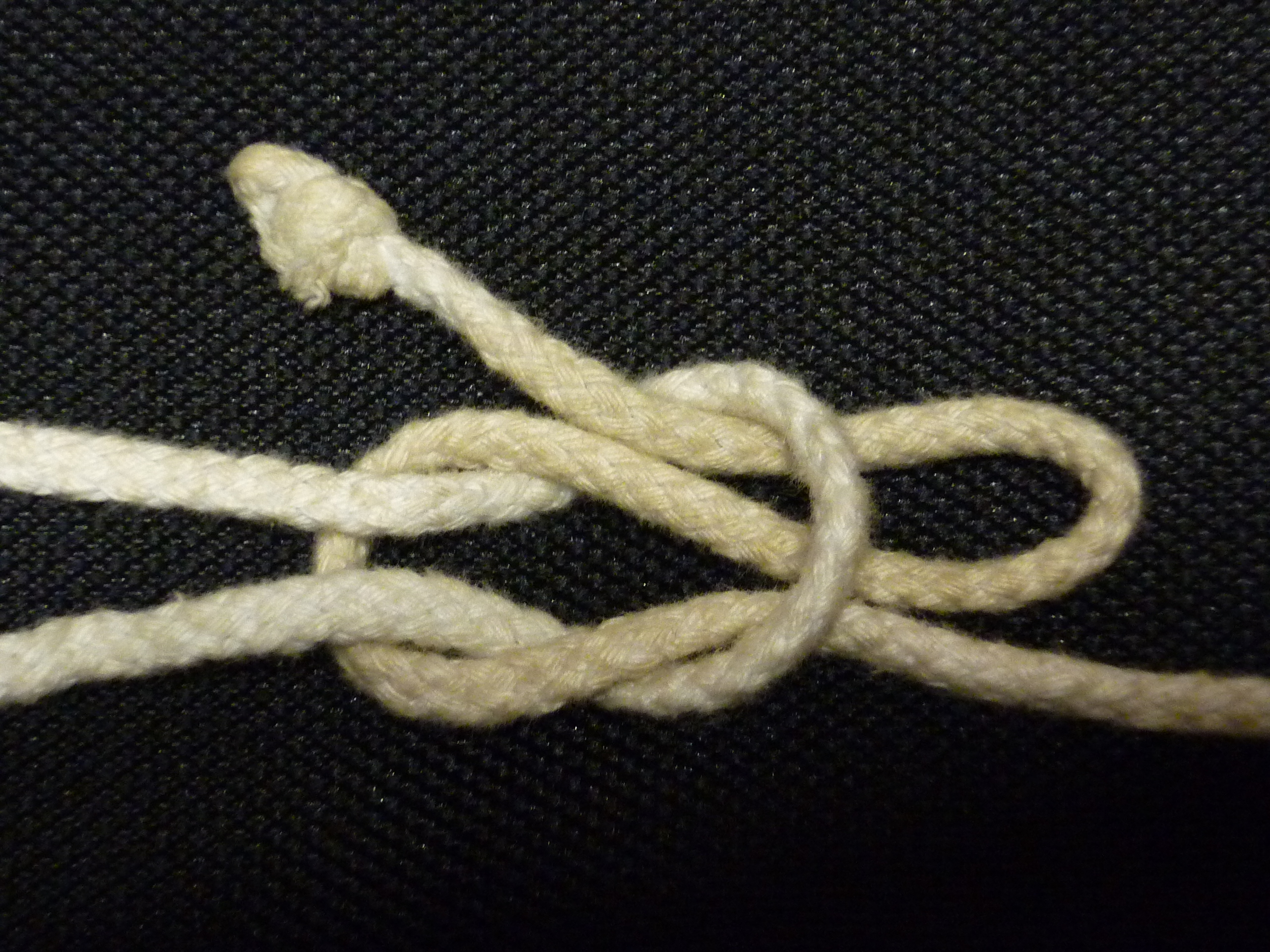
Węzeł refowy

Węzeł refowy – jeden z podstawowych węzłów żeglarskich, służący do łączenia dwóch lin o zbliżonej grubości. W sposobie wiązania i wyglądzie przypomina węzeł płaski. Jednak przy jego wiązaniu tworzona jest pętla, ułatwiająca jego rozwiązywanie.